# Salvador Ananía
Salvador Ananía (Pehuajó, 28 de febrero de 1915 - General Pico, 18 de septiembre de 1995) fue un odontólogo y político argentino, primer gobernador de la provincia de La Pampa, entre 1952 y 1955, cuando ésta se llamaba Provincia Eva Perón.

## Biografía
Era amigo de Juan Duarte, cuñado del presidente Juan Domingo Perón. Se instaló como odontólogo y estanciero en la ciudad de General Pico en la década de 1940. Afiliado al Partido Peronista, fue nombrado Ministro de Economía del Territorio Nacional de La Pampa en 1952, ocupando varios cargos en la estructura del Partido.
En julio de 1951 se crearon —por la Ley 14.037— dos provincias nuevas en la Argentina, reemplazando a los Territorios Nacionales del Chaco y de La Pampa. La iniciativa de la ley había sido de la primera dama, Eva Duarte de Perón, en su carácter de presidente del Movimiento Peronista Femenino. Una convención constituyente se reunió en enero de 1952 sancionó la Constitución por la cual habría de regirse la nueva provincia, que fue creada con el nombre de provincia Eva Perón.
Por indicación del presidente Perón, Ananía fue candidato a gobernador de la Provincia Eva Perón, triunfando en las elecciones del 12 de abril de 1953 por una abrumadora mayoría, con 55.935 votos contra 7.647 votos en blanco; la Unión Cívica Radical se abstuvo. Acompañado de Esteban Ardohain como vicegobernador, asumió su cargo en el mes de junio.
Su gestión no alcanzó a hacer mucho más que organizar los poderes provinciales, pero desarrolló un plan completo de aprovechamiento del río Colorado y varios proyectos de obras de infraestructura.
Durante un acto celebrado el febrero de 1955, el gobernador fue alcanzado por tres tiros de pistola, disparados por Justo Tierno, que había sido ministro del gabinete del gobernador, y a quien este había separado del cargo. Los disparos no alcanzaron a causarle la muerte, de modo que reasumió su cargo meses después.
Al iniciarse los primeros movimientos militares en contra del presidente Perón, Ananía ordenó repartir armas a los gremialistas de la CGT que se los pidieron. Fue separado de su cargo por el golpe de Estado de septiembre de ese mismo año, y arrestado. Tierno, que estaba siendo procesado por intento de homincidio, fue puesto en libertad.
Recuperó la libertad a fines de 1956 y se dedicó a su profesión y la administración de sus campos. Su última actuación pública fue durante el gobierno de Rubén Marín, en la década de 1980, como director del Banco de La Pampa.
Falleció en General Pico en 1995.